# إبراهيم الشعيل
إبراهيم الشعيل، لاعب كرة قدم سعودي، يلعب في نادي القادسية.

## روابط خارجية
- إبراهيم الشعيل على موقع Soccerway.com (الإنجليزية)